# Балаковський район
Балаковський район рос. Балаковский район — муніципальне утворення в Саратовській області. Адміністративний центр району — місто Балаково. Населення району — 215 161 чол.

## Географія
Розташований на кордоні Середнього і Нижнього Поволжя, в північній частині лівобережжя Саратовської області, омивається Саратовським водосховищем. По греблі Саратовської ГЕС здійснюються автомобільний і залізничний переходи на Правобережжі. Район в центральній частині перетинає річка Великий Іргиз з обмеженою кількістю переходів через неї.

## Історія
8 грудня 1921 року за постановою Президії ВЦВК в Самарській губернії був утворений Балаковський повіт із центром у місті Балаково. В 1922 році до складу Балаковського повіту Самарської губернії входило 20 волостей.
В повіті видавалася газета «Червоний Набат». 8 травня 1924 року Балаковський повіт скасований, а його волості приєднані до Пугачовського повіту.
Балаковський район утворений 23 липня 1928 року в складі Волзького округу Нижньо-Волзького краю.
З 1934 року район в складі Саратовського краю, з 1936 року — в складі Саратовської області.

## Економіка
Основні промислові підприємства району: Балаковська АЕС (найбільший платник податків, 19%), Саратовська ГЕС, «Балаковські мінеральні добрива», «Балаковський завод волоконних матеріалів», «Балаковорезинотехніка».
Ведуть виробничо-аграрну діяльність 15 сільськогосподарських підприємств, 185 селянських (фермерських) господарств і 7035 особистих підсобних господарств. Площа сільськогосподарських угідь становить 250,8 тис.га, в тому числі площа ріллі 165,7 тис.га.
На території району ведеться будівництво металургійного виробництва «Северсталь». ЗАТ "Северсталь — Сортовий завод Балаково випускатиме невеликий сортовий прокат (куточки, арматуру, швелер).

## Пам'ятки
В районі, недалеко від Балаково, у впадання в Волгу річки Великий Іргиз розташований Олексіївський заказник, де знаходяться під охороною мисливсько-промислові звірі та птахи. Мальовничі береги Великого Іргизу з прибережними заплавними лісами добре підходять для відпочинку.